# Huangqiao, Gansu
Huangqiao (kinesiska: 黄峤) är en köping i nordvästra Kina. Den ligger i stadsdistriktet Pingchuan i staden Baiyin i provinsen Gansu, omkring 140 kilometer nordost om provinshuvudstaden Lanzhou. Antalet invånare är 10121. Befolkningen består av 5 004 kvinnor och 5 117 män. Barn under 15 år utgör 18,0 %, vuxna 15-64 år 74 %, och äldre över 65 år 7,0 %.